# Ravenna, Michigan
Ravenna är en ort (village) i Muskegon County i Michigan. Vid 2020 års folkräkning hade Ravenna 1 308 invånare.